# For フルーツバスケット
「For フルーツバスケット」（フォー フルーツバスケット）は、岡崎律子の8枚目のシングル。2001年7月25日にスターチャイルドから発売された。
本作は一般的なマキシシングルと同様に12cmCD用のジャケットが採用されているが、実際の規格は8cmCDである。

## 概要
表題曲「For フルーツバスケット」は、2001年にテレビ東京系で放送されたテレビアニメ『フルーツバスケット』のオープニングテーマである。また、テレビアニメ放送終了後の2013年に頒布されたDVD『「フルーツバスケット」音声入りまんがDVD～旅立ちの日、再び～』においても、本曲が挿入歌として使用されている。
本曲について岡崎は「淡々と静かだけれど熱く、エンドレスな吸引力をもちました」と述べており、また、歌詞についてはインタビューで「なまぬるい感じでなく、ちゃんと現実もみつめたかったので、“傷”とか“嘆き”とかの厳しい言葉も、ちょっと意識して使った」と答えている。同アニメ監督の大地丙太郎は岡崎に対して「アニメのオープニングっぽくない曲を作って欲しい」と依頼していた。
曲名「For フルーツバスケット」はもともと仮タイトルで、岡崎はアニメソングを作る時は必ず楽譜に「For ○○（歌が使われるアニメのタイトル）」と書く習慣があり、それを見た大地が「良いタイトルですね」と気にいったことから「For フルーツバスケット」が正式タイトルとなった。
カップリング曲「小さな祈り」は、同アニメのエンディングテーマとして使用された。本曲については岡崎は「軽やかな3拍子で曲の構成も面白く、言葉少なめで深い歌」と述べている。

## 収録曲
（全作詞・作曲：岡崎律子 / 編曲：村山達哉）
1. For フルーツバスケット [4:24]
  - テレビアニメ『フルーツバスケット』オープニングテーマ
2. 小さな祈り [3:22]
  - テレビアニメ『フルーツバスケット』エンディングテーマ
3. For フルーツバスケット (instrumental ver.) [4:24]
4. 小さな祈り (instrumental ver.) [3:20]

## 賞歴
For フルーツバスケット
- 第7回アニメーション神戸AM神戸賞 主題歌賞[4]

## カバー
For フルーツバスケット
- 堀江由衣 - 2001年12月29日発売の『フルーツバスケット―風色― Song for Yui Horie』に収録。テレビアニメ『フルーツバスケット』で主人公・本田透を演じた堀江によるカバー。レコーディングは岡崎の立ち合いの元で行われた。堀江はレコーディングの合間にはより透の気持ちになりきる為、「本田透です！」とアニメでの台詞を言ってからボーカル録りに臨んでいたという。
- 萩原雪歩（声：長谷優里奈） - 2010年3月17日発売のアルバム『THE IDOLM@STER MASTER SPECIAL SPRING』に収録。
- ラスマス・フェイバー - 2010年11月17日発売の『ラスマス・フェイバー・プレゼンツ・プラチナ・ジャズ ～アニメ・スタンダード Vol.2～』に収録。ジャズ・アレンジのインストゥルメンタルによるカバー。
- 米倉千尋 - 2011年3月16日発売の『泣けるアニソン』に収録。
- rino - 2012年12月12日発売のアルバム『アニメソングカバーセレクション ～BATTLE&YELL!!』に収録。
- 96猫 - 2013年3月27日発売の『アイリス』に収録。
- Machico - 2015年4月8日発売の『COLORS II -RML-』に収録。
- 林原めぐみ - 2017年5月3日発売のアルバム『with you』に収録。『ラブひな』『シンフォニック=レイン』の作品向けの岡崎の楽曲で編曲を手掛けた十川ともじによるリアレンジで「For フルーツバスケット for Youth」のタイトルでカバーされている。
- 月ノ美兎 - 2019年4月24日発売（3月1日先行配信）のカバーアルバム『IMAGINATION vol.1』にてカバー。
- Lia - 2019年12月18日発売の『REVIVES II -Lia Sings beautiful anime songs-』に収録。

小さな祈り
- 堀江由衣 - 2001年12月29日発売の『フルーツバスケット―風色― Song for Yui Horie』に収録曲。